# فرانك بورزيج
فرانك بورزيج (بالإنجليزية: Frank Borzage)‏ ‏ (ولد في 23 أبريل 1894 في سالت ليك، يوتا - الوفاة 19 يونيو 1962 في هوليوود، كاليفورنيا) هو ممثل، ومخرج أفلام أمريكي أشتهر بإخراجه لعدة أفلام منها: السماء السابعة (1927)، وملاك الشارع (1928).

## الأعمال
- شمشون
- السماء السابعة
- ملاك الشارع
- فتاة سيئة
- وداعا للسلاح
- مشية المغازلة

## الجوائز
نال بورزيج جائزة الأوسكار لأفضل مخرج لإخراجه فيلم السماء السابعة، وذلك في حفل توزيع جوائز الأوسكار الأول.